# The Lyons Mail
The Lyons Mail é um filme de drama britânico de 1931, dirigido por Arthur Maude e estrelado por John Martin Harvey, Norah Baring e Ben Webster. Foi baseado no romance de 1854 The Courier of Lyons, de Charles Reade.

## Elenco
- JJohn Martin-Harvey - Joseph Lesurques
- Norah Baring - Julie
- Ben Webster - Jerome Lesurques
- Moore Marriott - Choppard
- George Thirlwell - Jean Didier